# El Juicio (The Judgement)
El Juicio (The Judgement) è un album in studio del pianista Keith Jarrett, pubblicato nel 1975.

## Tracce
1. Gypsy Moth - 8:18
2. Toll Road - 5:44
3. Pardon My Rags - 2:43
4. Pre-Judgement Atmosphere - 2:35
5. El Juicio - 10:22
6. Piece for Ornette (L.V.) - 9:16
7. Piece for Ornette (S.V.) - 0:12

## Formazione
- Keith Jarrett - piano, sassofono soprano
- Dewey Redman - sassofono tenore
- Charlie Haden - contrabbasso
- Paul Motian - batteria